# Hertog van Chandos
Hertog van Chandos (Engels: Duke of Chandos) is een Britse adellijke titel. 
De titel hertog van Chandos werd gecreëerd in 1719 door George I voor James Brydges, 1e graaf van Carnarvon. De titel verviel met het overlijden van de derde hertog in 1789.
In 1822 werd de titel opnieuw gecreëerd voor Richard Temple-Grenville, schoonzoon van de derde hertog, die tevens hertog van Buckingham was. Deze titel stierf uit in 1889.

## Hertog van Chandos (1719)
- James Brydges, 1e hertog van Chandos (1719–1744)
- Henry Brydges, 2e hertog van Chandos (1744–1771)
- James Brydges, 3e hertog van Chandos (1771–1789)

## Hertog van Buckingham en Chandos (1822)
- Richard Temple-Nugent-Brydges-Chandos-Grenville, 1e hertog van Buckingham en Chandos (1822–1839)
- Richard Temple-Nugent-Brydges-Chandos-Grenville, 2e hertog van Buckingham en Chandos (1839–1861)
- Richard Temple-Nugent-Brydges-Chandos-Grenville, 3e hertog van Buckingham en Chandos (1861–1889)